# 가부토촌 (야마나시현)
가부토촌(甲村)은 야마나시현 기타코마군에 았던 촌이다. 현재의 호쿠토시에 해당한다.

## 역사
- 1874년 11월 - 고마군 3개 촌이 합병해 가부토촌이 성립하였다.
- 1878년 7월 22일 - 군구정촌편직법에 의해, 가부토촌은 기타코마군에 소속되었다.
- 1889년 7월 1일 - 정촌제 시행에 의해 가부토촌이 단독으로 지자체를 형성하였다.
- 1954년 6월 1일 - 아쓰타마촌, 아쓰미촌, 아쓰나촌과 합병해, 다카네촌이 성립하여, 동일 가부토촌은 폐지되었다.

## 교통

### 철도
일본국유철도 주오본선의 히노하루역이 남쪽 끝자락에 가장 가까운 곳에 위치했다.

## 참고문헌
- 角川日本地名大辞典 19 山梨県